# Statue de Scupiccia
La statue de Scipiccia est une statue de la Vierge en marbre de Carrare située sur la crête de la Scupiccia près de la commune de Cervione dans le département de la Haute-Corse, à 750 m d'altitude.
Cette statue, classée par les Beaux-Arts, fut abritée dans une chapelle reconstruite au siècle suivant comme l'atteste l'inscription : "Madonna Santissima del Succorso, il Cap. Giacomo, 1649".
La statue, en marbre de Carrare, est très belle. La Vierge, mains jointes, a les yeux fixés vers le ciel. Son regard, son attitude, les deux anges qui la soutiennent, donnent à l'ensemble une légèreté aérienne.

## Historique

### La légende
Ce sont peut-être les pirates barbaresques qui, au XVIe siècle, ont capturé et coulé, à la marine des Prunete, un navire chargé d'une statue de la Vierge et de son autel à colonnes. On dit que cet autel et cette statue, sculptés à Florence, étaient destinés à la merveilleuse cathédrale de Cordoue, en Andalousie, l'ancienne Grande Mosquée consacrée à la Vierge en 1236 lorsque Ferdinand de Castille arracha la ville aux Musulmans.
Philippe Grassi a écrit que des renseignements puisés à la bibliothèque de Gênes lui avaient appris que, sous le règne de Charles Quint (1516-1558), trois villes d'Espagne avaient commandé trois autels en marbre en Italie avec, pour chacun d'eux, une statue.
Négligeant les blocs trop lourds de l'autel et les colonnes – qui furent récupérés en juillet 1927 par un marbrier bastiais – les Campulurinchi se saisirent de la statue et décidèrent de lui consacrer un culte. Le clergé la baptisa Madonna Santissima del Soccorso ; la population l'appela, et l'appelle encore, tout simplement, A Madonna di a Scupiccia, du lieudit où elle a été déposée.
La légende raconte que les Cerviuninchi voulaient lui édifier une chapelle sur la butte du Fornellu qui domine le village, là où, plus tard, on construisit un oratoire à saint Roch. La statue y fut déposée. Le lendemain, on la retrouva sur la crête de la Scupiccia, à 750 m d'altitude, à l'endroit où elle est actuellement et où, tous les ans, au 15 août, une neuvaine de prières attire les fidèles. Redescendue par deux fois au Fornellu, elle disparut nuitamment et on la retrouva sur la montagne. Sa volonté était manifeste : les Cerviuninchi la respectèrent.

### Explication de la légende
La limite qui séparait les territoires de Cervione et de Sant'Andria traversait la chapelle suivant son plus grand axe et cela semblerait expliquer la légende : les populations du Sud de l'Utini n'ont pas permis aux Cerviuninchi de se réserver la fameuse trouvaille.
Depuis, un remaniement du cadastre a englobé, par un ressaut, l'église et le terrain qui l'entoure dans la commune de Cervione. Quoi qu'il en soit de la légende, il faut souligner que l'église de la Scupiccia, comme toutes celles de la montagne corse, est un jalon sur une ancienne voie de communication. Mieux, elle est située à un carrefour ; c'est là que divergeaient les chemins qui menaient les Cerviuninchi vers l'Alisgiani, le Haut-Moriani, Orezza et Corti.

## Rituel
Chaque année le 14 août, des animations musicales ont lieu devant la chapelle de la Madone et sur tout le plateau de la Scupiccia campent des jeunes de villages alentour. Des buvettes sont à la disposition de tout un chacun. L'ambiance est au rendez-vous toute la nuit.
Le 15 août, les fidèles venus en pèlerinage peuvent assister à la messe annuelle.
La convivialité et la bonne humeur sont au rendez-vous, mais le plus important dans cette expédition au cœur de la montagne est la beauté de la vue panoramique qu'offre la Scupiccia sur toute la plaine orientale.

## Accès
Il existe deux chemins d'accès à la Scupiccia :
- Le premier chemin par Cervione offre une large route balisée où marcheurs et véhicules se croisent sans se gêner. Une navette fait l'aller-retour, ce qui permet aux personnes ayant des difficultés pour marcher de pouvoir monter à la chapelle.
- Le second chemin d'accès se situe à Cigliu au village de Sant' Andria di u Cotone à environ 5 km de Cervione. On ne peut y accéder en véhicule, il faut prévoir des chaussures adéquates, mais les paysages traversés sont d'une grande beauté et d'une grande diversité. Le chemin est balisé par des flèches indiquant la bonne direction.